# 春日 (爱缪单曲)
《春日》（日语： Haru no hi */?）是日本創作歌手爱缪的第7张单曲，於2019年4月17日发售。

## 简介
2019年2月6日，爱缪为电影《蠟筆小新：新婚旅行風暴〜奪回廣志大作戰〜》创作主题歌的消息公开，作为蜡笔小新粉丝的爱缪表示“这是我一生中的宝物”。本作歌名《春日》取自电影主角野原家所在的“春日部”，歌词首句中的“北千住站的站台”为野原新之助的父母求婚之地，歌曲中处处体现着野原一家的家庭爱这个主题。
歌曲在2月8日起作为电视动画《蜡笔小新》的结尾曲开始播放。
4月3日歌曲的MV公开，此次MV与前两张单曲《金盏花》、《今夜就这样》相同继续由山田智和担任导演。MV在静冈县的伊豆半島和大根島拍摄。

## 收录
| 曲序 | 曲目             | 备注                                                                              | 时长 |
| ---- | ---------------- | --------------------------------------------------------------------------------- | ---- |
| 1.   | （春日）         | 电影《蠟筆小新：新婚旅行風暴〜奪回廣志大作戰〜》主题歌 电视动画《蜡笔小新》结尾曲 | 5:26 |
| 2.   | （鲤鱼）         |                                                                                   | 3:49 |
| 3.   | （春日（伴奏）） |                                                                                   | 5:26 |

## 反响
歌曲配信开始后首周获得获得Oricon单曲下载周榜第2位，并在第三周登顶。而实体CD唱片发售首周获得超1万张的销量，也是爱缪个人新高。